# Union Sportive Arlequins Perpignanais
L'Union Sportive des Arlequins Perpignanais (in catalano Unió Esportiva Arlequins de Perpinyà, "Unione sportiva degli arlecchini di Perpignano") è un club francese di rugby a 15 di Perpignano.
Sette volte campione di Francia (la più recente nel 2008-09), vanta il sesto palmarès nazionale - a pari merito del Bordeaux - dopo Tolosa, Stade français, Béziers, Agen e Lourdes.
La squadra è sempre stata presente in prima divisione francese dal 1911; solo il citato Tolosa vanta un'ininterrotta militanza più lunga; a livello europeo il suo miglior risultato di sempre è la finale della Heineken Cup 2002-03, persa proprio contro il Tolosa.
I colori sociali del club riprendono quelli della Catalogna e della città di Perpignano, il giallo oro e il rosso; la squadra disputa i suoi incontri interni allo stadio Aimé Giral, la cui capienza è di circa 15 000 spettatori.

## Storia
Il 13 settembre 1902 un gruppo di giovani provenienti dalla nobiltà fondò il primo club di rugby a Perpignano, l'Association sportive perpignanaise (ASP), imponendosi da subito come una delle formazioni sportive più rappresentative del Rossiglione. A causa di alcune tensioni all'interno del club, nel 1912 si formò lo Stade Olympien Perpignanais (SOP) dai membri fuoriusciti dall'ASP.
Per la stagione 1912-13, l'arrivo del tecnico gallese Rowland Griffiths, reduce dalla finale del campionato precedente con il Racing Club, diventò decisivo per la crescita del club: la stagione successiva accedette al girone nazionale con Le Havre, Tolosa e i campioni in carica del Bayonne. Perpignano, Tolosa e Bayonne terminano a pari punti e si rese necessario uno spareggio; il triangolare vide trionfare i catalani e permettergli l'accesso alla finale. Contro Tarbes la trasformazione di Aimé Giral consegnò il primo titolo al Perpignano. La guerra fece numerose vittime tra cui proprio Giral a cui verrà intitolato lo Stadio Aimé Giral.
Alla fine della prima guerra mondiale, il 7 maggio 1919, i due club perpignanesi (ASP e SOP) si unirono dando vita all'Union Sportive Perpignanaise  (USP). Nel frattempo un altro club perpignanese raggiunse l'élite del rugby francese: il club Arlequin Club Perpignanais (chiamato Quins o Arlequin in catalano). Per sigillare l'accordo i leader adottarono la maglia celeste, su pantaloncini bianchi e calze color sangue e oro. Nel 1921, a Béziers, arrivò il secondo successo in campionato. Tra il 1924 e il 1926, l'USP disputò tre finali consecutive: dopo aver perso contro il Tolosa, vinse quella del 1925 contro Carcassonne (5-0 nella seconda finale dopo l'interruzione della prima a 0-0 a causa del maltempo) e perde l'ultima contro il suo grande rivale Tolosa.
Nel frattempo tra gli altri club esistenti a Perpignano, l'Arlequin Club Perpignanais (chiamato Quins) arrivò alla finale della seconda divisione (sconfisse 18 a 6 contro il Vienne) e raggiunse l'élite del rugby francese nel 1927 proponendo derby infuocati con la più blasonata USP. I due  club persero alcuni giocatori importanti che si unirono al Quillan a cui vennero fatte accuse di professionismo. Privati dei loro migliori giocatori, i due club catalani giocarono campionati mediocri fino al 1930 quando le critiche al professionismo furono all'origine della divisione tra l'Unione francese rugby dilettantistico (UFRA) e la Federazione Rugby francese (FFR): l'USP scelse di seguire i club dissidenti e competere nel campionato UFRA mentre gli Arlequins rimasero nella FFR.

### Union Sportive Arlequins Perpignanais
L'Union Sportive Arlequins Perpignanais nasce il 5 maggio 1933, momento in cui i due maggiori club della città si fusero (US Perpignan e l'Arlequins) dando vita all'USAP, il presidente fu Pierre Nicolau (ex presidente dell'USP) e il suo vice Joseph Bazia (ex presidente degli Arlequins). Nuove tensioni interne esplosero e nel 1934 venne rifondata l'Association sportive perpignanaise (ASP) che si avvicinò al Rugby Football League e più tardi, il 24 agosto 1934, fu fondato un club di rugby league, il XIII Catalan (tra i costituenti della Ligue Française de Rugby à XIII).
Nonostante il conflitto tra le due discipline, alimentato dal professionismo, l'Union Sportif Arlequin Perpignan riuscì a conquistare il titolo nel 1937-38 e disputare numerose finali. Inizia la seconda guerra mondiale e nel settembre 1940, il club fu costretto a lasciare lo Stadio Jean-Laffon e si trasferì allo Stade Aimé-Giral. Nel 1942, sotto la pressione dello Stato di Vichy, il termine Arlequins è sostituito da Athlétique. La guerra farà nuove vittime tra i ranghi perpignanesi tra cui spicca Gilbert Brutus. Alla ripresa delle attività sportive, nel campionato 1943-44 arrivò il quinto titolo nella finale di Parigi contro i campioni in carica del Bayonne.
Negli anni '50 a dominare la scena rugbistica francese fu il Lourdes che i catalani troveranno in due finali: quella persa nel 1951-52 e la vittoria nel 1954-55. Gli anni sessanta videro il club aprirsi verso l'esterno con l'arrivo di giocatori non catalani tra cui Jo Maso. Fatta eccezione per la stagione 1976-77 in cui si raggiunse la finale per il titolo persa contro Béziers, furono anni bui per l'USAP, nonostante un fiorente settore giovanile.
All'inizio degli anni '90, il club tornò ai vertici raggiungendo regolarmente le finali senza riuscire a superare i quarti di finale. Finalmente nel 1994 il primo trofeo dal 1955: la terza Challenge Yves du Manoir contro Montferrand (18-3).

### L'era professionistica
Nel 1995, l'IRB accettò il professionismo e il club dovette strutturarsi come società per azioni con oggetto sportivo (SAOS) presieduto da Jacques Rodor. Dal punto di vista sportivo, la squadra disputò la prima finale allo Stade de France nel 1998, persa contro lo Stade français (34-7). Nella prima metà degli anni 2000, il club catalano raggiunse sistematicamente i play-off del campionato e disputò una nuova finale, persa nel 2004 ancora una volta contro lo Stade français (38-20).
Perpignan gioca regolarmente anche la Heineken Cup giocando una finale nel 2003 contro lo Tolosa persa per 22-17.
Nel 2007 Jacques Brunel assunse il ruolo di allenatore e durante la stagione 2008-2009 l'USAP terminò al primo posto la fase regolare, dopo aver eliminato lo Stade Français, il club conquistò il suo settimo Bouclier de Brennus della sua storia contro l'Clermont. L'anno successivo fu Clermont ad avere la meglio.
A cento anni dal primo titolo (1914), nel campionato 2013-14 terminò al penultimo posto e venne retrocessa in Pro D2. Dopo anni con prestazioni altalenanti, finalmente vince il campionato Pro D2 2017-18 e viene promossa nel campionato Top 14 che però non riesce a confermare e dopo una sola stagione e nuovamente retrocessa.

## Identità
Nel 1997, il club ha preso il nome di Union des sports athlétiques Perpignan-Roussillon ed ha cambiato i colori delle maglie, abbandonando l'azzurro-cielo tradizionale per il "sangue e oro" della Catalogna. Questo a simboleggiare la forte identità catalana sempre evidenziata in anni recenti. Il motto del club (in catalano) è Sempre Endavant, che significa "Sempre avanti". Il suo inno ufficiale è l'estaca, inno catalano contro l'oppressione di Franco composto nel 1968 da Lluís Llach. Il club sta cercando di sviluppare e diffondere il rugby oltre i Pirenei. Nel 2004, ha lanciato una partnership con il FC Barcelone, club sportivo estremamente potente, che ha anche una sezione di rugby. Ha in programma di svolgere regolarmente alcune partite a Barcellona in futuro.
Club "focoso", l'USAP non ha sempre brillato per la stabilità dei suoi presidenti, soprattutto dopo l'avvento del professionismo nel rugby (1995).
Marcel Dagrenat, uomo d'affari arrivato al club nel 1996 come manager nominato Presidente nel Consiglio del 25 ottobre 2000, è riuscito a modernizzare e consolidare il club come entità professionale in grado di svolgere un ruolo guida sia a livello francese che europeo. Crea la holding 'USAP per sempre', principale azionista del club (circa l'80% delle azioni), di cui è presidente e presiede anche la società sportiva.
Stanco delle lotte intestine, in particolare con l'associazione che gestisce il settore amatoriale del club, e criticato per la sua gestione a volte autoritaria, si dimette il 17 ottobre 2006. Con un colpo teatrale un mese dopo, il 23 novembre 2006 con il suo gruppo, riprende le redini della holding 'USAP per sempre' , grazie al voto dell'Associazione dei veterani dell'USAP che detiene solo l'1% delle azioni della holding ma che si è rivelato decisivo. Marcel Dagrenat è notoriamente associato con Jordi Pujol, figlio dell'ex presidente del governo autonomo della Catalogne.
Nel luglio 2007, un cambio di alleanza nell'azienda mette in minoranza il gruppo di Marcel Dagrenat che è stato deposto il 13 luglio e viene sostituito da Paul Goze che è nominato presidente della SASP USAP nel corso dell'Assemblea del 6 agosto 2007.
Nel giugno 2010, il nuovo presidente del FC Barcellona, Sandro Rosell, ha dichiarato il suo desiderio di un accordo di collaborazione tra il club di Barcellona e l'USAP. Questo accordo ha permesso il coinvolgimento del Barça nell'organizzazione dei quarti di finale della Heineken Cup 2010-2011 tra USAP e Tolone, disputata allo Stadio olimpico Lluís Companys di Barcellona.

### Storia dei colori
All'epoca della ASP (Association Perpignan Sport), il club ha giocato in maglia bianca con un inserti blu (o rossi). Alla fine della prima guerra mondiale, l'associazione ha deciso di cambiare il colore, adottando l'azzurro-cielo. Così, fino alla fine del 1990.
Alla fine del 1990, la maglia "sangue e oro" è diventata la maglia principale del club. Siamo entrati nell'era del rugby professionista e, per motivi commerciali, il club vuole indirizzarsi alla ricca comunità autonoma della Catalogna. Tuttavia, la maglia azzurra non è stata abbandonata perché al suo arrivo il Presidente Paul Goze, ispirandosi a ciò che viene fatto in altri club e altri sport, ha deciso di scegliere come divisa casalinga quella azzurra e per le trasferte quella "sangue e oro" . Il colore delle maglie sarà invertito all'inizio della stagione 2015-2016, infatti, quella "sangue e oro" diventa la maglia domestica e quella azzurro cielo (blu marino per la prima volta) diventa la maglia da trasferta.
Oggi la maglia "sangue e oro" con i colori della Catalogna è considerata maglia principale del club.

### Mascotte
Come la maggior parte dei club del Top 14, l'USAP ha, dalla stagione 2010-2011 la sua mascotte, si tratta di un asino di nome Cap de burro (testa d'asino in catalano). In effetti, da molto tempo, l'asino è il simbolo scelto dagli abitanti della Catalogna. Rappresenta l'intelligenza, in confronto alla forza del toro spagnolo.

### Inno
"El Cant de l'USAP" è l'inno del club. Questa canzone è stato ideata durante la stagione 2007/2008. Ci sono altri inni come "L'estaca" di Lluís Llach, ma anche la canzone "Els hi fotrem" di Jordi Barre che viene diffusa all'interno dello stadio ad ogni prova dell'USAP.

## Palmarès
- Campionati francesi: 7
  - Campioni: 1914, 1921, 1925, 1938, 1944, 1955, 2009
  - Finalista: 1924, 1926, 1935, 1939, 1952, 1977, 1998, 2004, 2010
- Coppe di Francia: 3
  - Campioni: 1935, 1955, 1994
  - Finalista: 1936, 1937, 1938, 1956, 1965
- Heineken Cup
  - Finalista: 2002-03